# برنیس ادی
برنیس ادی (انگلیسی: Bernice Eddy؛ ۳۰ سپتامبر ۱۹۰۳ – ۲۹ مهٔ ۱۹۸۹) یک دانشمند و پژوهش‌گر در زمینه ویروس‌شناسی و همه‌گیرشناسی اهل ایالات متحده آمریکا بود.
او به‌همراه سارا استیوارت، بابت کشفیات مهم‌شان در زمینه ویروس SV40 شهرت دارند که ویروسی سرطان‌زا از منشأ میمون‌هاست و میلیون نفر به‌دلیل آغشته‌شدنِ واکسن فلج اطفال به آن، در معرضش قرار گرفتند. وی مدرک پی‌اچ‌دی خود را در رشتهٔ باکتری‌شناسی در سال ۱۹۲۷ از دانشگاه سینسیناتی دریافت کرد.